# Театральная улица (Калуга)
Театральная улица — улица в исторической части Калуги, проходит от улицы Кропоткина до улицы Кирова (район Театрального сквера), одна из старейших улиц города.

## История
Театральная ведёт свою историю с XVIII столетия, когда она носила название Облупская. Такое название происходит от слова «облупа» — пригородного кабака, где обирали подвыпивших посетителей. Поэтому здесь чаще, чем на других улицах происходили убийства, ограбления, различные скандалы и другие преступления. Улица была переименована в Кутузовскую в честь русского генерала М. И. Кутузова, героя Отечественной войны 1812 года в связи с её 100-летием.
С дореволюционных времен улица сохранила свой облик почти без изменений.
На ней находится гостиница, ранее бывшая доходным домом архитектора Н. Ф. Соколова. Когда он скончался, здесь устроили подворье Тихоновой пустыни. В 1876—1883 годах купец Карл Давингоф из Риги перестроил здание и дал название гостинице в честь родного города. Основными постояльцами гостиницы в то время были купцы, присяжные поверенные и коммивояжёры.
После установления советской власти, гостиницу переименовали в «Коммунальную». С 1925 года в ней располагались райкомы РКП(б) и РКСМ. Во время Великой Отечественной войны здание было сожжено, а в 1950-х годах восстановлено и переименовано в «Оку». В это же время был надстроен третий этаж вдоль всего квартала. До 1969 года «Ока» была единственной гостиницей города, здесь останавливались известные спортсмены, писатели, артисты, лекторы и музыканты. В 1956 году в «Оке» жил К. Г. Паустовский, а через год он приехал сюда вместе с Ираклием Андрониковым. Также её постояльцами были Вольф Мессинг, Галина Уланова, Алла Тарасова, Зара Долуханова.
На противоположной стороне улицы находится здание телеграфа, открытое в 1915 году по проекту архитектора Н. И. Новоуспенского для Крестьянского поземельного банка. Во время войны было сожжено, как и другие рядом находящиеся дома: главпочтамт, Гостиные ряды и гостиница. Далее вверх по улице расположено здание Театра юного зрителя, построенное вместе с несколькими соседними в 1902 году на деньги купца Ф. П. Власова по проекту губернского инженера Б. А. Савицкого. Первоначально в домах Власова разместились кафе «Централь», синематограф «Унион» (в советское время кинотеатр «Ударник»), магазин компании «Зингер» и фотостудия «Идеал». На стрелке улиц Театральной и Чебышева находится старинное здание с ажурным чугунным крыльцом, построенное в конце XVIII века для лесного старосты Осипа Сорокина. В нём долгое время размещалась аптека, носившая название по имени очередного владельца: Асмуса, Фукса, Бромберга… Сейчас это аптека № 2.
В д. 15 прошли детские годы Серафима Туликова, в д. 9 родился Николай Петрович Раков.
В 1927 году улица была переименована в честь Владимира Ильича Ленина, чьё имя носила до 1961 года, когда и стала Театральной. На этой улице находятся ТЮЗ и Калужский драматический театр.

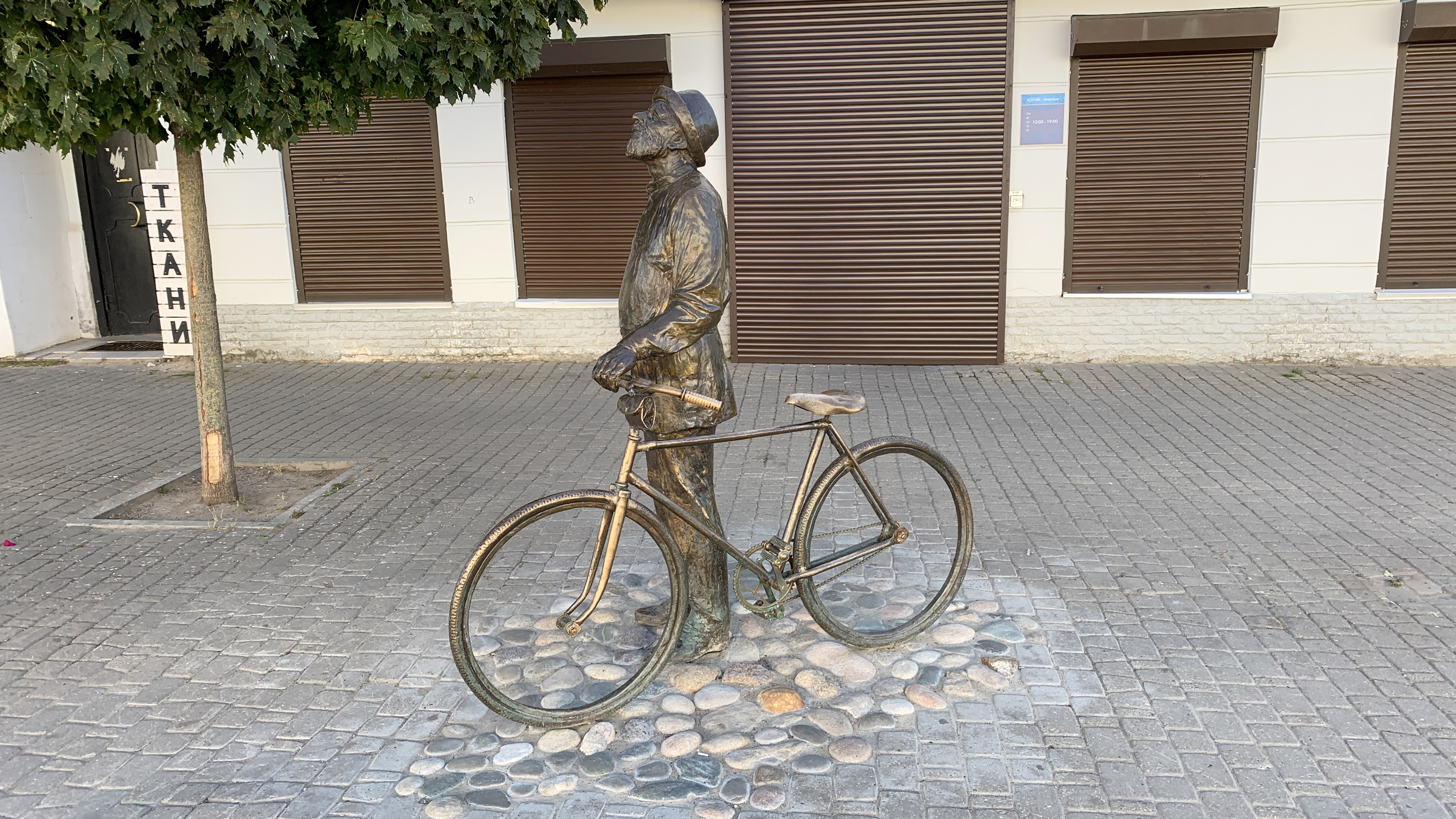
Памятник Циолковскому (Человек с велосипедом)

С 2009 года улица стала частично пешеходной. 9 апреля 2011 года состоялось открытие скульптуры Константина Эдуардовича Циолковского.
К 2022 году планировалось сделать улицу Театральную в Калуге полностью пешеходной, хотя это и вызвало неоднозначную реакцию горожан.
По адресу ул. Театральная, д. 5, расположен дом купца Лебедянцева, в котором с 2020 года работает репетиционное пространство «Театра села».
В д. 30 открыта Картинная галерея Людмилы Климентовской.